# グベ語群
グベ語群（Gbe languages）は、ガーナ東部からナイジェリア西部に広がる約20個の言語の集合体（言語クラスター）である。グベ語群の総話者数は400万人から800万人である。属する言語で最も話者数が多いのはエウェ語（ガーナおよびトーゴで話されており、第二言語話者含めて300万人）であり、続いてフォン語（170万人）である。かつてはニジェール・コンゴ語族のクワ語群に属するとされたが、最近はボルタ・ニジェール語群に属すると分類されている。

## 文法
グベ語群の言語学的特徴として、声調言語、孤立語、SVO型である事が挙げられる。

## 下位分類
グベ語群はさらに5つに分類される。
- エウェ語
- ゲン語（英語版）
- フォン語
- アジャ語（英語版）
- フラ・フェラ諸語（英語版）